# Carthay Square
Carthay Square es un área no incorporada ubicada en el condado de Los Ángeles en el estado estadounidense de California.

## Geografía
Carthay Square se encuentra ubicada en las coordenadas 34°3′19″N 118°22′11″O / 34.05528, -118.36972.